# Tanto va la gatta al lardo che ci lascia lo zampino
Tanto va la gatta al lardo che ci lascia lo zampino è un proverbio della lingua italiana. L'espressione significa che chiunque compia (ripetutamente) un'azione che vuol tenere nascosta, alla fine rischia di subirne le conseguenze .

## Origine
La sua origine risale ad un'espressione popolare che si riconduce al tentativo del gatto di rubare il lardo quando questo veniva affettato sul tagliere con la mezzaluna e accidentalmente la zampa del gatto poteva essere amputata.
Un'altra ipotesi, meno cruenta, rimanda all'orma lasciata dalla zampa del felino nel tentativo di rubare il lardo.

## Corrispondenze
Il proverbio ha una parziale corrispondenza con quello inglese Curiosity killed the cat, ovvero "la curiosità uccise il gatto", anche se il significato delle due frasi non è completamente sovrapponibile.